# Ливийская национальная конференция
Ливийская национальная конференция (араб. المؤتمر الوطني الليبي‎) — конференция по урегулированию конфликта в Ливии, намеченная на 14—16 апреля в Гадамесе, расположенном на стыке границ Ливии, Алжира и Туниса, и направленная на преодоление кризиса в стране и состояния двоевластия. В ней должны были принять участие делегаты всех противоборствующих сторон, чтобы составить «дорожную карту» для объединения разрозненных государственных институтов и проведения общенациональных президентских и парламентских выборов, необходимость в которых была утверждена ещё в мае 2018 года. Из-за начала наступления ЛНА на Триполи конференция была перенесена на неопределённый срок, а потом вообще отменена.

## Подготовка
Ливийская национальная конференция координировалась Гасаном Саламе, главой миссии ООН по поддержке в Ливии в течение 18 месяцев с 2018 по 2019. С апреля по июль 2018 года ООН и Центр гуманитарного диалога организовали 75 встреч в Ливии и на международном уровне с участием 7000 ливийцев, трёх четверти мужчин и четверти женщин. Полмиллиона комментариев было собрано онлайн в социальных сетях от 130 000 подписчиков. В ноябрьском резюме консультаций 2018 года говорилось, что основными желаниями ливийцев были:
- «Единая Ливия, способная защитить свои границы и суверенитет»;
- «Единое военное ведомство, свободное от политического вмешательства и приверженное национальным интересам»;
- «Более справедливое распределение ресурсов через децентрализованное государство»;
- «Правительство, основанное на компетенции, а не на идентичности»;
- «Профессиональные полицейские службы для обеспечения местной безопасности»[5].

Саламе подытожил подготовку конференции как «широкие консультации со всеми ливийскими фракциями и группами, а также кропотливое и деликатное рассмотрение местных, региональных и международных ограничений и императивов». Планируемое количество участников — около 120—150 человек из разных социально-политических ливийских групп, причём ни одна иностранная группа не была представлена.
В апреле 2019 года Саламе заявил, что проведение конференции было оправдано, учитывая, что «были соблюдены необходимые условия для эффективного урегулирования кризиса в Ливии путём политического урегулирования, создания национальной конституции и обязательств, которые могли бы быть даны для того, чтобы поставить страну на путь восстановления, к миру, восстановления единства и суверенитета и достойной жизни для ливийского народа». Проведение национальной конференции была поддержана Советом Безопасности Организации Объединенных Наций.

## Цели
Планировалось, что конференция будет давать только рекомендации, без каких-либо исполнительных полномочий, с целью не конкурировать с существующими ливийскими политическими органами, такими как Президентский совет и Палата представителей.
Конкретные предложения, которые должны быть выработаны по итогам конференции, включали методы и сроки проведения президентских и парламентских выборов 2019 года. Они были рекомендованы Палате представителей и Высшему государственному совету, которые будут отвечать за их реализацию.

## Отсрочка и перезапуск с новым именем
В начале апреля 2019 года национальная конференция была отложена из-за активизации военных действий на северо-западе Ливии. В конце 2020 года была начата серия встреч, аналогичных первоначально запланированной конференции с новым названием — Форум политического диалога Ливии.